# Walter Serner
Walter Serner (15. ledna 1889 Karlovy Vary – pravděpodobně 23. srpna 1942 les u Biķernieki) byl český, německy píšící, spisovatel, kritik, organizátor, dobrodruh, spoluzakladatel hnutí Dada.

## Život
Narodil se roku 1889 v Karlových Varech jako Walter Eduard Seligmann v zámožné židovské rodině Bertholda Seligmanna a Emilie, rozené Gerstnerové. Jeho otec se svým bratrem vlastnili místní německé noviny Karlsbader Zeitung. Středoškolská studia prožíval v Karlových Varech, maturoval na Gymnáziu v Kadani. Poté vystřídal několik vysokých škol a svá studia zakončil roku 1913 titulem doktora práv.
V roce 1915 se přestěhoval do Curychu, kde spolupracoval s časopisem Mistral. Spřátelil se s malířem Christianem Schadem, společně vydávali měsíčník Sirius (v letech 1915-1916 vyšlo celkem 8 čísel). V letech 1916-1917 je jeho přítelkyní německá kabaretní umělkyně Marietta di Monaco. Koncem roku 1917 se dostal do okruhu curyšských dadaistů, v roce 1918 napsal manifest Letzte Lockerung (Nejzazší uvolnění), připravil jediné číslo časopisu Das Hirngeschwür (Mozkový nádor) a podílel se s Tristanem Tzarou a Ottou Flakem na vydání jiného časopisu o jediném čísle: Der Zeltweg. Je uváděn jako režisér pozdního curyšského dadavečera. V prosinci 1919 pořádal v Ženevě „první světový kongres dadaistů“.
V říjnu 1920 přijel do Paříže a seznámil se s tamějšími dadaisty. Společně s Hansem Arpem psal básně, předzvěst surrealistických pokusů. Arp ho později charakterizoval jako „dobrodružnou postavu, autora detektivek, mondénního tanečníka, kožního specialistu a lupiče-džentlmena“.
Po odchodu z Paříže, rozkmotřen s Tzarou a jinými, byl trvale na nepřehledných cestách Evropou. Pokoušel se o drama, hlavně však psal a vydával kriminální povídky, které byly pozoruhodné zvláště jazykově. Od roku 1929 se častěji objevoval v Praze a v Karlových Varech. Německu se s nástupem nacismu vyhýbal. V roce 1933 tam byly úředně zabaveny čtyři jeho knihy jako „braková literatura ohrožující veřejnou mravnost“. V roce 1935 už veškeré jeho knihy figurovaly na pověstném seznamu „zvrhlé literatury“. Roku 1938 se oženil s berlínskou židovkou Dorotou Herzovou rozv. Stahlovou. Manželé bydleli v Praze a sháněli dokumenty pro „vystěhování do Šanghaje“. K tomu však nedošlo. 10. srpna 1942 byl deportován transportem Ba do Terezína, dne 20. srpna 1942 byl dále deportován transportem Bb, směřujícím do Rigy. Spolu se svou manželkou byl brzy poté zavražděn v lesích Bikernieki poblíž Rigy.

## Bibliografie

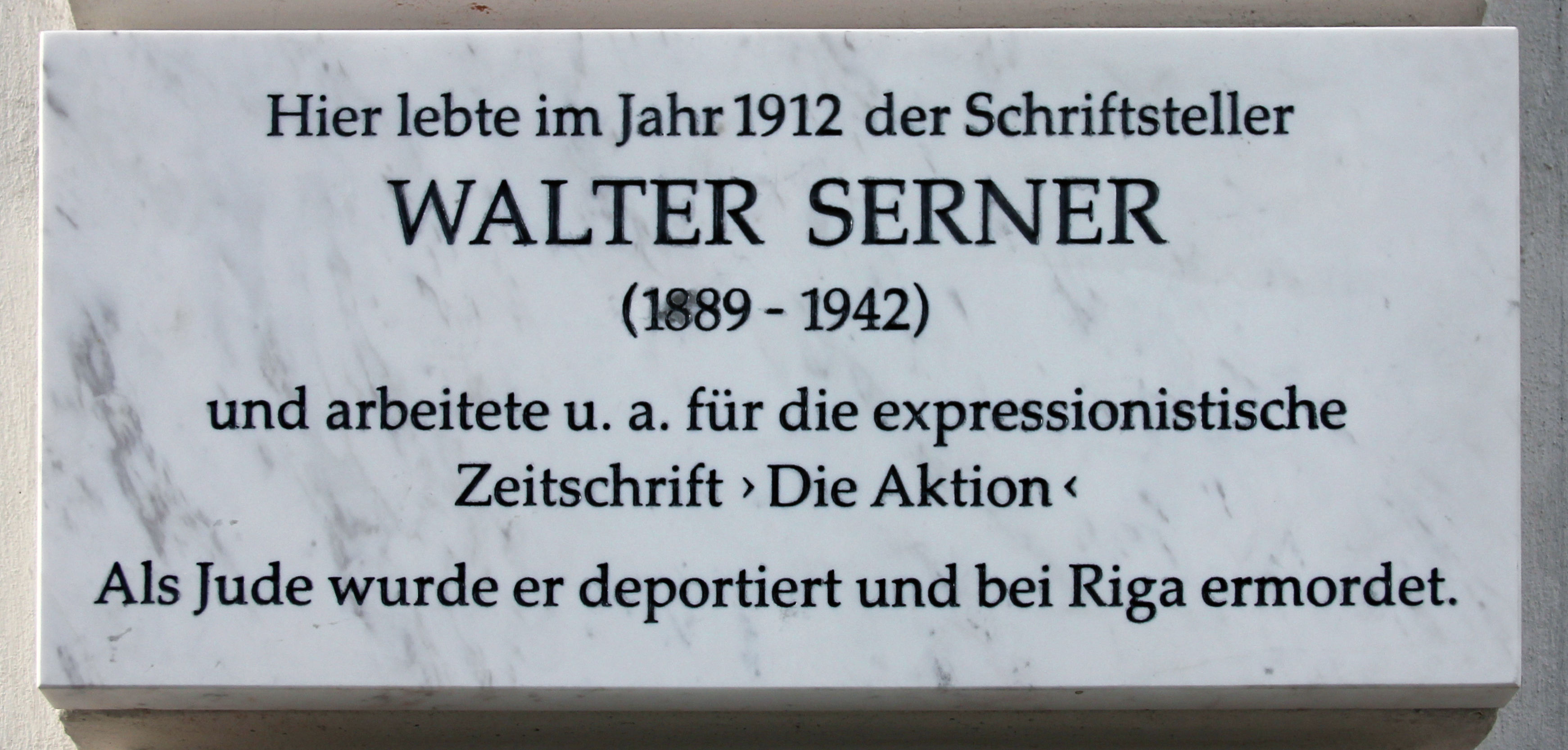
Pamětní deska v Berlíně-Charlottenburgu, Augsburger Straße 21

### Jednotlivá vydání
- Die Haftung des Schenkers wegen Mängel im Rechte und wegen Mängel der verschenkten Sache. Nach dem Bürgerlichen Gesetzbuch für das Deutsche Reich. Berlin: Ebering, 1913 (Disertace).
- Letzte Lockerung. manifest dada. Hannover ; Leipzig ; Wien ; Zürich: Paul Steegemann, 1920, nové vydání: ed. Andreas Puff-Trojan, Manesse Verlag Zürich 2007, ISBN 978-3-7175-2148-8.
- Zum blauen Affen. Dreiunddreißig hanebüchene Geschichten. Hannover: Steegemann, 1921.
- Der elfte Finger. Fünfundzwanzig Kriminalgeschichten. Hannover: Steegemann, 1923.
- Der Pfiff um die Ecke. Zweiundzwanzig Spitzel- und Detektivgeschichten. Berlin: Elena Gottschalk, 1925.
- Die Tigerin. Eine absonderliche Liebesgeschichte. Berlin: Gottschalk, 1925.
- Die tückische Straße. Neunzehn Kriminal-Geschichten. Wien: Dezember, 1926.
- Posada oder Der Große Coup im Hotel Ritz. Ein Gauner-Stück in drei Akten. Wien: Dezember, 1926.
- Letzte Lockerung. Ein Handbrevier für Hochstapler und solche die es werden wollen (rozš. vyd., 1927).
- Angst. Frühe Prosa. Hrsg., Nachw.: Thomas Milch, Ill.: Christian Schad. Erlangen: Renner, 1977.
- Hirngeschwür. Texte und Materialien. Walter Serner und Dada. Hrsg., Nachw.: Thomas Milch. Erlangen: Renner, 1977.
- Wong fun. Kriminalgeschichte. Ill.: Volker Pfüller, Nachw.: Thomas Milch. Augsburg: Maro, 1991.

### Souborná vydání
- Die Bücher von Walter Serner. Kassette in sieben Bänden. Berlin: Steegemann, 1927.

- Das gesamte Werk. Band 1-8, 3 Supplementbände. Hrsg.: Thomas Milch. Erlangen, München: Renner, 1979–1992.
  - Bd. 1: Über Denkmäler, Weiber und Laternen. Frühe Schriften (1981)
  - Bd. 2: Das Hirngeschwür. DADA (1982)
  - Bd. 3: Die Tigerin. Eine absonderliche Liebesgeschichte (1980)
  - Bd. 4: Der isabelle Hengst. Sämtliche Kriminalgeschichten I (1979)
  - Bd. 5: Der Pfiff um die Ecke. Sämtliche Kriminalgeschichten II (1979)
  - Bd. 6: Posada oder der große Coup im Hotel Ritz. Ein Gaunerstück in drei Akten (1980)
  - Bd. 7: Letzte Lockerung. Ein Handbrevier für Hochstapler und solche die es werden wollen (1981)
  - Bd. 8: Der Abreiser. Materialien zu Leben und Werk (1984)
  - Bd. 9 = Supplementbd. 1: Die Haftung des Schenkers wegen Mängel im Rechte und wegen Mängel der verschenkten Sache (1982)
  - Bd. 10 = Supplementbd. 2: Das fette Fluchen. Ein Walter Serner-Gaunerwörterbuch (1983)
  - Bd. 11 = Supplementbd. 3: Krachmandel auf Halbmast. Nachträge zu Leben und Werk (1992)
- Gesammelte Werke in zehn Bänden. Hrsg. von Thomas Milch. München: Goldmann, 1988.
  - Bd. 1: Über Denkmäler, Weiber und Laternen. Frühe Schriften (obsahuje Supplementband 1 z Rennerovy edice)
  - Bd. 2: Das Hirngeschwür. DADA
  - Bd. 3: Zum blauen Affen. Dreiunddreißig Kriminalgeschichten
  - Bd. 4: Der elfte Finger. Fünfundzwanzig Kriminalgeschichten
  - Bd. 5: Die Tigerin. Eine absonderliche Liebesgeschichte
  - Bd. 6: Der Pfiff um die Ecke. Zweiundzwanzig Kriminalgeschichten
  - Bd. 7: Posada oder der große Coup im Hotel Ritz. Ein Gaunerstück in drei Akten
  - Bd. 8: Die tückische Straße. Neunzehn Kriminalgeschichten
  - Bd. 9: Letzte Lockerung. Ein Handbrevier für Hochstapler und solche die es werden wollen
  - Bd. 10: Der Abreiser. Materialien zu Leben und Werk (obsahuje Supplementband 2 z Rennerovy edice)

- Sprich deutlich. Sämtliche Gedichte und Dichtungen. Hrsg.: Klaus G. Renner. München: Renner, 1988.
- Das Walter-Serner-Lesebuch. Alle 99 Kriminalgeschichten in einem Band. München: Goldmann, 1992.
- Das erzählerische Werk in drei Bänden. Hrsg.: Thomas Milch. München: Goldmann/btb, 2000, ISBN 3-442-90259-2.
  - Bd. 1: Zum blauen Affen / Der elfte Finger
  - Bd. 2: Die Tigerin
  - Bd. 3: Der Pfiff um die Ecke / Die tückische Straße

### České překlady
- Manifest Da-Da: poslední uvolnění. Překlad Radovan Charvát. Vydání první. [Praha]: P.R.a.g., 2014. 125 stran. e / 3 3 3; 1. svazek. ISBN 978-80-260-7137-2.
- Povídky, 2025; pro Český rozhlas přeložila a dramatizaci připravila Ingeborg Fialová Fürstová (2025), čte Aleš Procházka, režie Vlado Rusko.